# Firmiana calcarea
Firmiana calcarea är en malvaväxtart som beskrevs av Chou Fen g Liang, Amp; S.L.Mo och Y.S.Huang. Firmiana calcarea ingår i släktet Firmiana och familjen malvaväxter. Inga underarter finns listade i Catalogue of Life.